# Romería de Valme
La Romería de Valme es una manifestación de religiosidad popular andaluza en honor de la Virgen de Valme que se celebra cada año en la localidad de Dos Hermanas (Sevilla) el tercer domingo de octubre. Aunque erróneamente muchas personas ajenas a la ciudad de Dos Hermanas suelen creer que la Virgen de Valme es la patrona de la ciudad, es la Señora Santa Ana la que ostenta este título, la Virgen de Valme ostenta el título de Protectora de la ciudad y Patrona de su excelentisímo ayuntamiento.
La romería consiste en trasladar a la Santísima Virgen desde la iglesia parroquial de Santa María Magdalena de Dos Hermanas a la ermita del Cortijo del Cuarto, en la barriada sevillana de Bellavista, que hasta 1937 pertenecía a Dos Hermanas. 
Esta romería fue declarada Fiesta de Interés Turístico Nacional por Resolución de 15 de junio de 1976.
La imagen es una talla gótica duplex (dos figuras) tallada en madera de cedro policromada y estofada. María sostiene a modo de trono a Jesucristo niño en su mano izquierda, el cual bendice con su diestra y sostiene un pájaro con la mano izquierda. 
La Virgen de Valme fue coronada canónicamente el 23 de junio de 1973 por el entonces Arzobispo de Sevilla el cardenal José María Bueno Monreal y siendo hermano mayor de la hermandad Manuel Moreno Pérez. Del mismo modo también acudió al acto el  almirante Luis Carrero Blanco (Presidente del Gobierno de España), como padrino de la Coronación,  en la que sería una de sus últimas visitas a Andalucía, antes del atentado que le costó la vida.
Aunque es talla completa, la imagen de la Virgen de Valme se suele revestir con manto cuyo color varía según la época del calendario litúrgico. En época barroca comenzó a vestirse con ropajes típicos adaptando la talla a un candelero.

## Historia
La primera romería se celebró en el año 1894 aunque la hermandad es bastante anterior, la primera noticia escrita se remonta a 1628 correspondiendo a un libro de registro de hermanos.
Como curiosidad, la primera romería no se pudo celebrar el tercer domingo de octubre a causa de la lluvia y se celebró al domingo siguiente, 28 de octubre de 1894.
Tras la conquista de la ciudad y, cumpliendo su promesa, en la cumbre del Cerro de Cuarto, también llamado "Buenavista", hizo construir una capilla, de estilo mudéjar, en la que colocó la imagen de la Virgen y a sus pies colocó el pendón del rey moro de Sevilla, que actualmente se conserva en la Parroquia de Santa María Magdalena.
Según la leyenda, estando las tropas apostadas sitiando Sevilla, la escasez de agua potable hizo al Rey implorar a la Virgen y al grito de "váleme señora" clavó su espada en el suelo, manando agua al instante. De ahí el nombre Valme.
La realidad es que en la zona, (Fuente Rey, barrio de Dos Hermanas) existe un manantial que forma una laguna.
La Virgen no siempre ha estado en la parroquia de Santa María Magdalena de Dos Hermanas donde hoy se encuentra, sino que se encontraba en la ermita levantada en su honor por el rey Fernando el Santo. La Señora solo acudía al pueblo en ocasiones en las que había tragedias en el pueblo de enfermedades o sequías hasta que se decidió por el fervor que había hacia la imagen dejarla en el pueblo para que los fieles la pudieran ver siempre.

## Actualidad

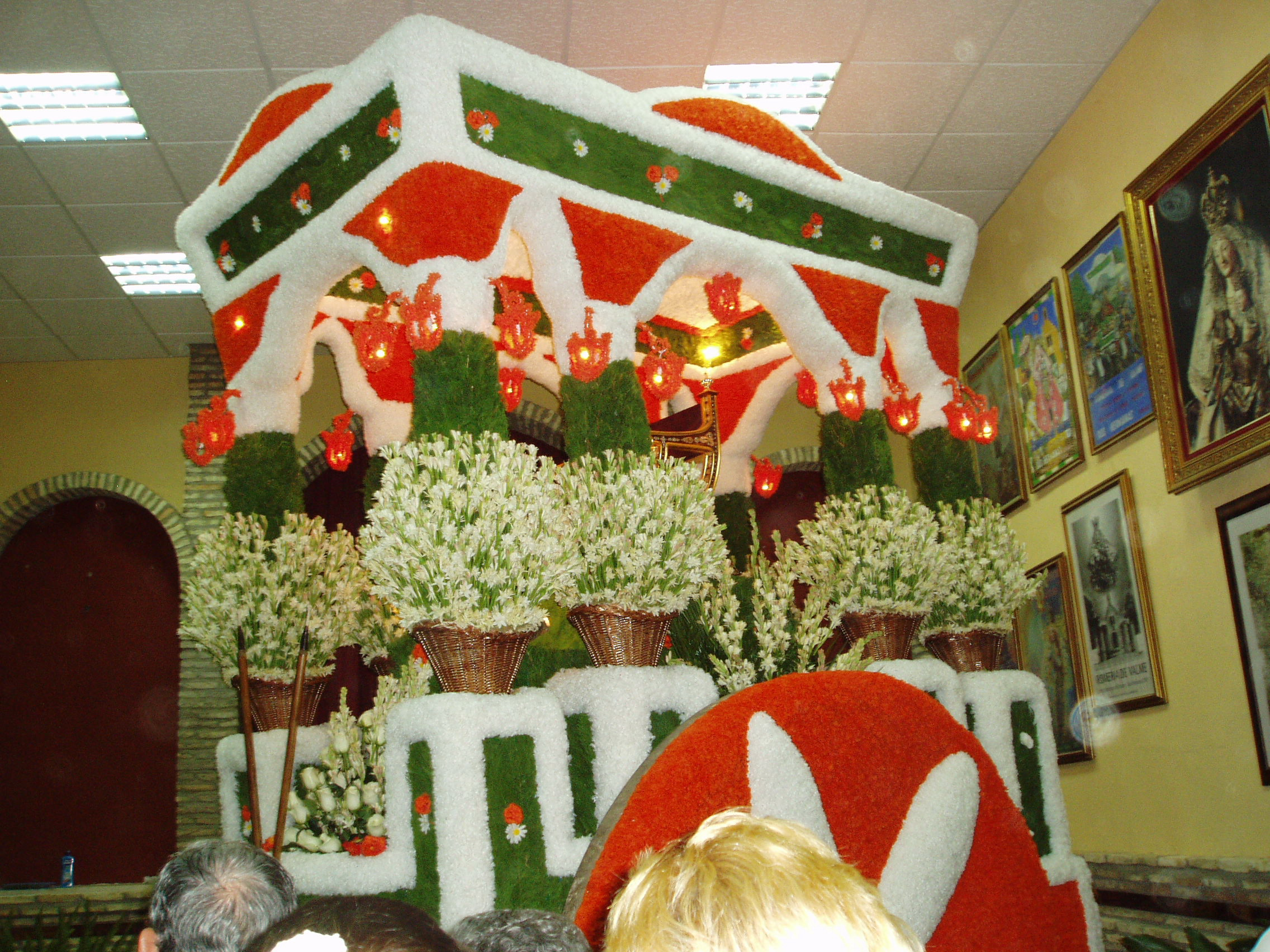
Carreta de la Virgen de Valme año 2006.

En la actualidad la romería se inicia a las seis de la mañana con una misa de romeros que se celebra en la parroquia de Santa María Magdalena y tras la cual, la imagen se traslada desde la parte inferior del altar de cultos, donde el día anterior ha estado en besamanos, a su carreta para comenzar el camino hacia la ermita del Cortijo del Cuarto acompañada de una comitiva compuesta por jinetes y amazonas. Delante de la carreta, acompañan a la Señora autoridades civiles del Ayuntamiento y Subdelegación del Gobierno entre otras y miles de fieles andando. La comitiva está formada además por carretas y galeras, tiradas por bueyes y engalanadas con flores de papel. 
A la llegada al Cortijo del Cuarto sobre mediodía los romeros se esparcen por el recinto para pasar al aire libre un día festivo con comidas variadas y cante y baile de sevillanas en muchos grupos de romeros. En la puerta de la ermita se aglomera la gente a honrar a la Protectora. Sobre las seis de la tarde, después del rezo del Santo Rosario se inicia el regreso de la Señora a su templo de partida.
Las carretas típicas de esta romería se realizan con flores de papel rizadas a mano y colocadas en llamativos dibujos, lo que es una rasgo plenamente diferenciador de carretas de otras romerías andaluzas. La carreta de la Virgen de Valme también se realiza cada año con flores de papel pero sin cambiar el dibujo de la carreta, que suele combinar blanco con celeste, rosa o amarillo
La Romería de Valme está considerada una de las más concurridas y populares de Andalucía tras las romerías del Rocío y la de Nuestra Señora de la Cabeza, porque se calcula que cada año asisten a la romería  millares de personas venidas de muchos lugares de la provincia de Sevilla y de provincias limítrofes y además cuenta con el apoyo directo de cerca de 1000 hermanos que se encargan de los preparativos de la celebración anual. 
La romería es solo el emotivo culmen de una semana y media de actos desde el traslado de la Virgen al altar mayor el viernes de la semana anterior a la de la romería, pasando por el pregón en honor a la Señora, el quinario, la función las ofrendas de flores y el solemne besamanos del sábado de vísperas. En 2015 ha sido la primera vez que la Romería ha sido suspendida por motivos meteorológicos.

## Himno de la Virgen de Valme
Gloria Gloria a ti Virgen de Valme,
Santa Madre de nuestro Señor,
Dos Hermanas amante te aclama,
implorando tu fiel protección.

De este pueblo tú la Reina,
por siempre Madre serás,
con tus virginales plantas,
a lucifer vencerás.

Tú eres encanto del cielo,
tú eres templo del Señor,
la flor pura de este suelo,
tu el honor del creador.